# سازمان چریک‌های فدایی خلق ایران (۱۳۶۵)
سازمان چریک‌های فدایی خلق ایران یک گروه سیاسی کمونیست ایرانی است. این سازمان در اسفند ۱۳۶۵، از سازمان چریک‌های فدایی خلق ایران (اقلیت) منشعب شد و شکل گرفت. فعالیت این سازمان در حال حاضر همانند دیگر گروه‌های کمونیست در ایران ممنوع است. رهبری این سازمان را حسین زهری بر عهده دارد.